# 1939-es magyar úszóbajnokság
Az 1939-es magyar úszóbajnokság legtöbb versenyszámát augusztusban rendezték meg a Nemzeti Sportuszodában.

## Eredmények

### Férfiak
| Versenyszám                                                          | Arany                                                             | Arany                                                             | Ezüst                                                             | Ezüst                                                             | Bronz                                                             | Bronz                                                             |
| -------------------------------------------------------------------- | ----------------------------------------------------------------- | ----------------------------------------------------------------- | ----------------------------------------------------------------- | ----------------------------------------------------------------- | ----------------------------------------------------------------- | ----------------------------------------------------------------- |
| 100 m gyorsúszás Döntő: augusztus 20.                                | Abay Nemes Oszkár Pécsi AC                                        | 1:01,4                                                            | Zólyomi Gyula Újpesti TE                                          | 1:01,6                                                            | Eleméri Rezső Magyar AC                                           | 1:02,6                                                            |
| 200 m gyorsúszás Döntő: augusztus 19.                                | Tátos Nándor Ferencvárosi TC                                      | 2:19,2                                                            | Gróf Ödön Újpesti TE                                              | 2:19,2                                                            | Eleméri Rezső Magyar AC                                           | 2:20,4                                                            |
| 400 m gyorsúszás Döntő: szeptember 2.                                | Gróf Ödön Újpesti TE                                              | 5:00,8                                                            | Tátos Nándor Ferencvárosi TC                                      | 5:01,0                                                            | Végházi Richárd BEAC                                              | 5:12,6                                                            |
| 1500 m gyorsúszás Döntő: szeptember 14.                              | Vörös Ferenc Magyar UE                                            | 20:05,6                                                           | Gróf Ödön Újpesti TE                                              | 20:37,8                                                           | Tátos Nándor Ferencvárosi TC                                      | 20:01,8                                                           |
| 100 m hátúszás Döntő: augusztus 20.                                  | Galambos Tibor Újpesti TE                                         | 1:13,4                                                            | Lengyel Árpád BEAC                                                | 1:14,0                                                            | Erdélyi György MOVE Eger SE                                       | 1:15,2                                                            |
| 200 m hátúszás Döntő: augusztus 19.                                  | Galambos Tibor Újpesti TE                                         | 2:37,8                                                            | Lengyel Árpád BEAC                                                | 2:44,2                                                            | Erdélyi György MOVE Eger SE                                       | 2:50,2                                                            |
| 100 m mellúszás Döntő: augusztus 19.                                 | Angyal György Újpesti TE                                          | 1:13,4                                                            | Fábián Dezső Magyar AC                                            | 1:15,0                                                            | Vágó II. Újpesti TE                                               | 1:17,8                                                            |
| 200 m mellúszás Döntő: augusztus 20.                                 | Angyal György Újpesti TE                                          | 2:48,6                                                            | Kulcsár Imre Ferencvárosi TC                                      | 3:01,6                                                            | Doszpoly BEAC                                                     | 3:04,2                                                            |
| 300 m vegyes úszás Döntő: december 17.                               | Eleméri Rezső Magyar AC                                           | 4:19,2                                                            | Szuhi Ferencvárosi TC                                             | 4:32,2                                                            | Vörös Ferenc Magyar UE                                            | 4:32,4                                                            |
| folyambajnokság Döntő: augusztus 24.                                 | Vörös Ferenc Magyar UE                                            | 59:45                                                             | Nagyiványi Újpesti TE                                             | 1:01,44                                                           | Kovács VAC                                                        | 1:02,48                                                           |
| folyambajnokság csapat Döntő: augusztus 24.                          | Magyar UE Vörös Ferenc Fehér Nagy Komonczi Szívós István          | 27 pont                                                           | Újpesti TE Nagyiványi                                             | 48 pont                                                           | MTK                                                               | 69 pont                                                           |
| 4 × 100 m gyorsváltó Döntő: augusztus 19.                            | A győztes a szintidőt nem teljesítette, így nem avattak bajnokot! | A győztes a szintidőt nem teljesítette, így nem avattak bajnokot! | A győztes a szintidőt nem teljesítette, így nem avattak bajnokot! | A győztes a szintidőt nem teljesítette, így nem avattak bajnokot! | A győztes a szintidőt nem teljesítette, így nem avattak bajnokot! | A győztes a szintidőt nem teljesítette, így nem avattak bajnokot! |
| 4 × 200 m gyorsváltó Döntő: augusztus 20.                            | BEAC Végházi Richárd Csik Ferenc Dienes Lengyel Árpád             | 9:37,6                                                            | Újpesti TE                                                        | 9:38,4                                                            | Ferencvárosi TC                                                   | 10:11,0                                                           |
| vegyes váltó 100 m hát, 200 m mell, 100 m gyors Döntő: szeptember 2. | Újpesti TE Galambos Tibor Angyal György Zólyomi Gyula             | 5:11,8                                                            | BEAC Lengvári Csik Ferenc Végházi Richárd                         | 5:18,8                                                            | Ferencvárosi TC Eleméri Fábián Tuskó Zoltán                       | 5:19,2                                                            |

### Nők
| Versenyszám                                 | Arany                                                             | Arany                                                             | Ezüst                                                             | Ezüst                                                             | Bronz                                                             | Bronz                                                             |
| ------------------------------------------- | ----------------------------------------------------------------- | ----------------------------------------------------------------- | ----------------------------------------------------------------- | ----------------------------------------------------------------- | ----------------------------------------------------------------- | ----------------------------------------------------------------- |
| 100 m gyorsúszás Döntő: augusztus 20.       | A győztes a szintidőt nem teljesítette, így nem avattak bajnokot! | A győztes a szintidőt nem teljesítette, így nem avattak bajnokot! | A győztes a szintidőt nem teljesítette, így nem avattak bajnokot! | A győztes a szintidőt nem teljesítette, így nem avattak bajnokot! | A győztes a szintidőt nem teljesítette, így nem avattak bajnokot! | A győztes a szintidőt nem teljesítette, így nem avattak bajnokot! |
| 200 m gyorsúszás Döntő: szeptember 2.       | A győztes a szintidőt nem teljesítette, így nem avattak bajnokot! | A győztes a szintidőt nem teljesítette, így nem avattak bajnokot! | A győztes a szintidőt nem teljesítette, így nem avattak bajnokot! | A győztes a szintidőt nem teljesítette, így nem avattak bajnokot! | A győztes a szintidőt nem teljesítette, így nem avattak bajnokot! | A győztes a szintidőt nem teljesítette, így nem avattak bajnokot! |
| 400 m gyorsúszás Döntő: augusztus 19.       | Ács Ilona Magyar AC                                               | 6:05,4                                                            | Sándor Éva Ferencvárosi TC                                        | 6:23,0                                                            | Felhős Magda Magyar UE                                            | 6:23,8                                                            |
| 100 m hátúszás Döntő: augusztus 20.         | Lovász Margit Ferencvárosi TC                                     | 1:25,8                                                            | Novák Ilona Magyar UE                                             | 1:26,2                                                            | Biró Ágnes TFSC                                                   | 1:33,0                                                            |
| 200 m mellúszás Döntő: augusztus 20.        | Szigethy Wargha Emőke Magyar AC                                   | 3:18,2                                                            | Hetényi Magda MTK                                                 | 3:19,8                                                            | Felhős Magda Magyar UE                                            | 3:23,2                                                            |
| 200 m vegyes úszás Döntő: december 17.      | Ács Ilona Magyar AC                                               | 3:08,2                                                            | Novák Magyar UE                                                   | 3:17,2                                                            | Linhardt Margit Ferencvárosi TC                                   | 3:18,4                                                            |
| folyambajnokság Döntő: augusztus 24.        | Sándor Éva Ferencvárosi TC                                        | 1:03:40                                                           | Molnár Magda Magyar UE                                            | 1:03:41                                                           | Lovász Margit Ferencvárosi TC                                     | 1:03:50                                                           |
| folyambajnokság csapat Döntő: augusztus 24. | Ferencvárosi TC Sándor Éva Lovász Margit Linhardt Margit          | 10 pont                                                           | Magyar UE A                                                       | 11 pont                                                           | Magyar UE B                                                       | 34 pont                                                           |
| 4 × 100 m gyors váltó Döntő: augusztus 20.  | Ferencvárosi TC Balogh Katalin Linhardt Polgár Sándor Éva         | 5:26,0                                                            | Magyar UE                                                         | 5:54,6                                                            |                                                                   |                                                                   |